# Arenicola cristata
Arenicola cristata is een borstelworm uit de familie Arenicolidae. De wetenschappelijke naam van de soort werd in 1856 gepubliceerd door William Stimpson.